# Mikhaïl Kalàixnikov
Mikhaïl Timoféievitx Kalàixnikov (rus: Михаи́л Тимофе́евич Кала́шников), Kurià (República de l'Altai, Rússia), 10 de novembre de 1919 – Ijevsk (Udmúrtia, Rússia), 23 de desembre de 2013, fou un dissenyador d'armes i un militar rus conegut principalment per inventar el fusell d'assalt AK-47, sovint anomenat simplement fusell Kalàixnikov.

## Biografia

### Joventut
Mikhaïl Kalàixnikov va néixer el 1919 al petit poble de Kurià, Sibèria. Fill d'una família de petits propietaris, la seva vida era austera però no pobre. Durant la seva infància va tenir un primer contacte amb la mecànica, ajudant a reparar la maquinària agrícola que s'espatllava, i amb 10 anys ja destacava en aquest camp. Va ser també durant la seva infància que es va familiaritzar amb les armes, ja que sovint sortia a caçar al bosc amb un fusell.
El 1928 es van implantar els plans quinquennals que perseguien industrialitzar la Unió Soviètica. Tota la producció agrícola fou col·lectivitzada amb l'objectiu de millorar l'eficiència i alimentar tota la població que migrava als nuclis industrials. Els propietaris que refusaven integrar-se al sistema de granges comunals eren deportades, empresonades o executades. El 1932, la família Kalàixnikov, que s'havia negat a cedir els seus terrenys, va ser enviada a Nizhnaya Mojovaya (óblast de Tomsk) a fer treballs forçats.
Després de diversos anys allà, on el jove Mikhaïl va continuar arreglant maquinària, el 1937 va decidir escapar-se. Després d'una llarga fugida va aconseguir arribar a la capital del Kazakhstan, Alma-Atà. Allà, amagant que era un fugitiu, va entrar d'aprenent a un taller d'enginyeria encarregat de construir els ferrocarrils siberians. Durant aquesta etapa Kalàixnikov rebria per primer cop una educació tècnica formal.
Ben aviat però, l'any 1938, l'Exèrcit Roig va reclutar-lo i, gràcies a les seves aptituds, el van assignar com a mecànic de tancs. Mentre fou mecànic també va aprofitar per dissenyar diferents aparells: un comptador de projectils per a tancs, un aparell de mesura de rendiment dels motors... fet que va merèixer-li la felicitació personal del mariscal Gueorgui Júkov.

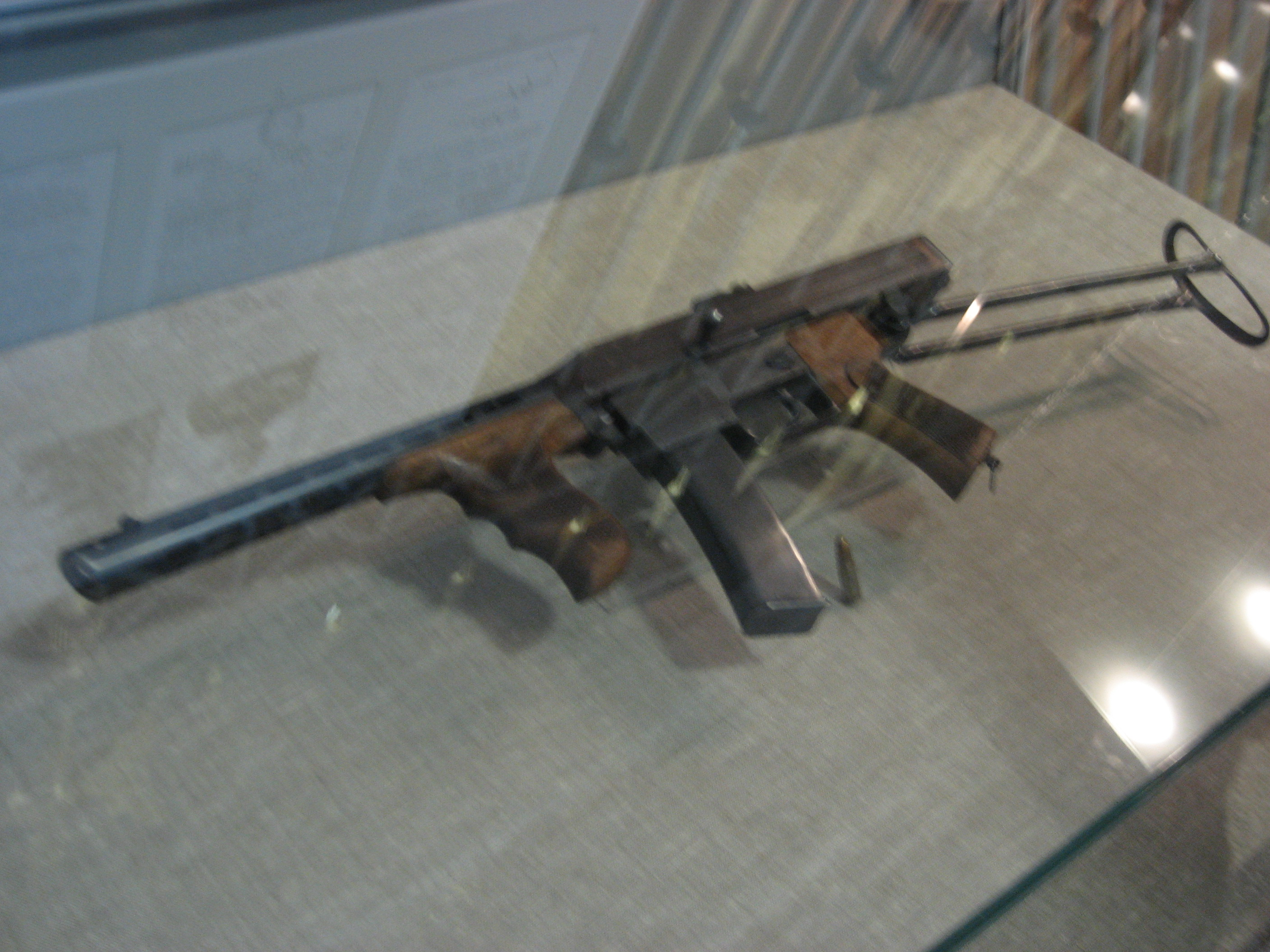
Fotografia del primer subfusell dissenyat per Mikhaïl Kalàixnikov. L'any 1942, aprofitant un permís, després de ser ferit a la batalla de Briansk, amb l'ajuda de Jenia Kravxenko inventaria aquesta arma que despertaria l'interès de les autoritats soviètiques..

El 1941 la Unió Soviètica va entrar a la Segona Guerra Mundial i després de l'èxit alemany de l'Operació Barbarroja, Kalàixnikov va ser ascendit a sergent i va ser enviat al front dirigint un tanc T-34. Va combatre a la batalla de Brodi i posteriorment a la batalla de Briansk, on seria ferit a l'espatlla per fragments de metralla.
A l'hospital s'hi va estar dos mesos recuperant-se i va aprofitar per demanar als altres soldats la seva opinió sobre les armes d'infanteria. Quan va estar curat se li va concedir un permís de 6 mesos, durant els quals va anar al taller d'Alma-Atà, on treballava abans de la guerra, per desenvolupar per iniciativa pròpia una arma que complís amb les demandes dels soldats.
Amb l'ajut d'un altre mecànic del taller, Jenia Kravxenko, van dissenyar una nova arma. Quan va estar enllestida, Kalàixnikov la va presentar al comandament militar de la regió. Quan va entrar al comandament, tement que fos un sabotejador o un assassí, el van empresonar. Després d'aconseguir passar una nota a un company del taller, que era membre del Partit Comunista, Kalàixnikov seria alliberat i la seva invenció despertaria l'interès de les autoritats, que el destinarien a l'Institut d'Aviació de Moscou.

### El desenvolupament de l'AK-47
El dissenyador d'armes Anatoli Blagonrarov va analitzar el subfusell que havia dissenyat i, tot i desestimar-la, el va recomanar l'any 1943 per a formar part del programa d'armes soviètic tot participant en un concurs de disseny d'un fusell automàtic amb cartutx de 7,62 × 39 mm.
Kalàixnikov, amb l'ajuda de Sasha Zaitsev i Vladimir Deikin, va treballar durant dos anys competint amb els principals enginyers d'armes lleugeres soviètics: Dementiev, Degtiarev, Tokarev… L'equip de Kalàixnikov, sabia que l'arma havia de ser senzilla i fiable com demanaven els soldats i econòmica. Molts dels competidors van abandonar per la dificultat del projecte. El gener de 1947 només restaven dos equips, amb dos dissenys: el KBP-520 de Dementiev i el KBP-580 de Kalàixnikov.
A continuació els prototips van ser sotmesos a una intensiva fase d'assaigs. Durant el test definitiu els dos prototips es van enterrar en fang, el model de Dementiev es va encasquetar després de tres trets i per contra el de Kalàixnikov va buidar el carregador sense problemes. Tots els examinadors es van decantar pel KBP-580 i es va rebatejar amb les sigles AK-47: Avtomat Kalàixnikov model del 1947.
Part de l'èxit del disseny de l'AK-47 es devia al fet que incorporava innovacions d'altres armes: les formes, el carregador, el sistema de recollida de gasos i el canó de l'StG 44 alemany, els components cromats del fusell japonès Tipus 99 Arisaka i el mecanisme del gallet i accionament de l'M1 Garand estatunidenc.

### Carrera posterior
El 1971 va ascendir al grau de coronel. També li foren concedits un doctorat honoris causa d'enginyeria, l'Orde de la Bandera Roja del Treball, l'Orde de la Guerra Patriòtica de primera classe i l'Orde de l'Estrella Roja. També va ser nomenat Heroi del Treball Socialista en dues ocasions
El 1994 va ésser ascendit a major general i se li va atorgar l'Orde de Sant Andreu, mentre encara treballava com a principal dissenyador a la planta d'enginyeria d'Ijmaix de l'exèrcit rus a Ijevsk.

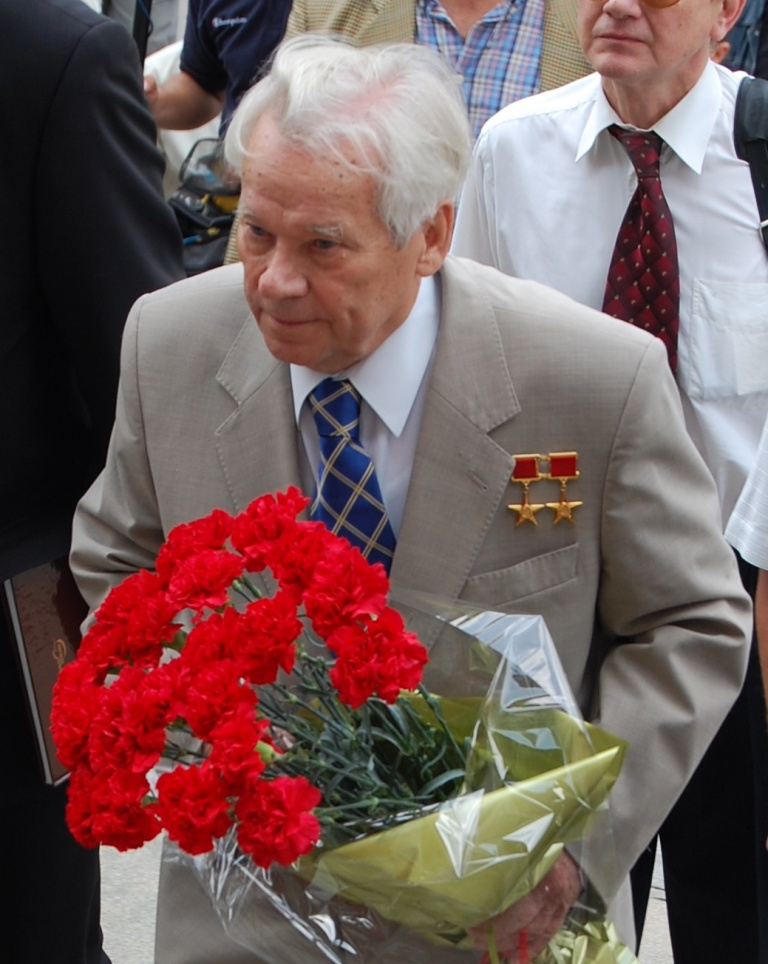
Mikhaïl Kalàixnikov l'any 2007.

El 2004 va treure al mercat el vodka Kalàixnikov, amb una concentració d'alcohol de 41 graus, un grau més que la majoria dels vodkes russos.
El 2009, amb motiu del seu norantè aniversari, va ser guardonat amb l'Estrella d'Heroi de Rússia pel President Dmitri Medvédev, per haver aconseguit de convertir l'armament rus en una de les nostres millors marques nacionals.

## Condecoracions
- Heroi del Treball Socialista (2)
- Heroi de Rússia
- Orde de Sant Andreu (Rússia)
- Orde del Servei a la Pàtria (Rússia)
- Premi Lenin
- Premi Stalin
- Orde de Lenin en 3 ocasions
- Orde de la Revolució d'Octubre
- Orde de la Bandera Roja del Treball
- Orde de l'Amistat dels Pobles
- Orde de la Guerra Patriòtica de 1a classe
- Orde de l'Estrella Roja
- Medalla de la victòria sobre Alemanya en la Gran Guerra Patriòtica 1941-1945
- Medalla del 40è Aniversari de la Victòria en la Gran Guerra Patriòtica